# Pesmi štirih
Pesmi štirih je slovenska pesniška zbirka, ki je izšla leta 1953. Pesmi zanjo so prispevali tedaj mladi, uveljavljajoči se pesniki, zbrani okrog revije Beseda: Janez Menart, Ciril Zlobec, Kajetan Kovič in Tone Pavček.

## Pomen zbirke
Zbirka je pomembna, ker je pomenila odklon od zapovedane umetniške smeri t. i. graditeljske poezije, ki jo je zagovarjala nova povojna oblast. Namesto družbenih tem je tematika zbirke skrajno intimna, polna notranjih občutij in razpoloženj posameznika. Človek kot posameznik postane središče zanimanja in je obravnavan kot nosilec enkratne usode.
Zbirka velja za prvo sodobno slovensko pesniško zbirko in napoveduje začetek sodobne slovenske književnosti.
- Intimizem